# Pentaloncha
Pentaloncha är ett släkte av måreväxter. Pentaloncha ingår i familjen måreväxter.
Kladogram enligt Catalogue of Life:
| Pentaloncha | \| \| Pentaloncha humilis \| \| \| \| \| \| Pentaloncha rubriflora \| \| \| \| |
|             | \| \| Pentaloncha humilis \| \| \| \| \| \| Pentaloncha rubriflora \| \| \| \| |
|             | Pentaloncha humilis                                                            |
|             |                                                                                |
|             | Pentaloncha rubriflora                                                         |
|             |                                                                                |